# Шарма, Бонита
Бонита Шарма — непальская активистка в области здравоохранения и питания. Она руководит организацией Social Changemakers and Innovators (SOCHAI) и в 2019 году вошла в список 100 женщин Би-би-си.

## Ранний период жизни
Шарма родилась в Непале. Она получила степень бакалавра в области общественного здравоохранения в Университете Пурбанчал и степень магистра в области питания в Университете Трибхуван.

## Карьера
Бонита Шарма основала Social Changemakers and Innovators (SOCHAI) в 2017 году. Это некоммерческая организация, целью которой является искоренение недоедания и укрепление здоровья, особенно женщин и детей. Чтобы снизить детскую смертность от недоедания, она представила браслет под названием Nutribeads (Poshan Maala), который помогает матерям планировать питание для своих детей. В 2016 году проект Nutribeads выиграл конкурс инноваций для молодежи в Азиатско-Тихоокеанском регионе. Благодаря прибыли, полученной от продажи браслетов, SOCHAI смогла оказать помощь матерям и детям, пострадавшим от стихийного бедствия в районе Моранг на востоке Непала.
SOCHAI также производит браслеты Red Cycle с 28 бусинами, чтобы женщины могли планировать свой менструальный цикл, используя разные цвета. Шарма пишет о проблемах, затрагивающих женщин, таких как питание, аборты и COVID-19.
Имя Шармы было названо в числе 100 женщин Би-би-си в 2019 году, и она вошла в список чемпионок ЮНЕСКО в программе Фонда Малалы за право девочек на образование. Она также выиграла награду (50 000 долларов) в категории «Нулевой голод» конкурса Lead 2030 Challenge, представленного One Young World и была удостоена награды Goalkeeper Global Goals Progress Award 2020 от Фонда Билла и Мелинды Гейтс.